# Vigna mungo
Il fagiolo indiano nero o fagiolo mungo nero (Vigna mungo (L.) Hepper, 1956) è una pianta della famiglia  delle Fabacee (o Leguminose), originaria del subcontinente indiano.
È conosciuta con il nome di urad, ma si usano anche numerose varianti: urad dal, udad dal, urd, urid, maas (in nepalese), đậu đen (in vietnamita, letteralmente "fagiolo nero"), ma anche urd bean, black gram e black matpe bean (in inglese).

## Descrizione
I frutti sono baccelli stretti, lunghi 6 cm. I semi sono simili ai fagioli, ma più piccoli, e hanno buccia nera. A volte vengono decorticati, nel qual caso assumono il colore bianco.

## Distribuzione e habitat
Vigna mungo è diffusa in Pakistan, India e Himalaya.
La coltivazione, iniziata in India in epoca preistorica, è largamente diffusa nelle aree tropicali e subtropicali dell'Asia, dall'Iran al Giappone; la pianta è coltivata anche in Africa e in Oceania.

## Tassonomia
Linneo descrisse nel 1767 Phaseolus mungo. Successivamente la specie è stata scorporata, insieme a molte altre, dal genere Phaseolus e inserita nel nuovo genere Vigna.

## Usi
Il fagiolo mungo nero è usato per l'alimentazione umana, previa cottura. Oltre che intero (bollito), viene consumato in forma di farina, che entra come ingrediente in moltissime ricette, ad esempio nel papadum.